# Chiroderma improvisum
Chiroderma improvisum é uma espécie de morcego da família Phyllostomidae. Pode ser encontrada em Guadalupe, Monserrate, São Cristóvão e Nevis. É a maior espécie do gênero, a única a ocorrer nas Antilhas e a única a estar em alguma categoria de ameaça.

## Taxonomia e etimologia
A espécie foi descrita em 1976.
O holótipo foi coletado em julho de 1974 com rede de neblina em uma área de pastagem adjacente a uma mata de galeria.